# Epicocconona
La epicocconona es un tinte fluorescente de cambio de Stokes largo que se encuentra en el hongo Epicoccum nigrum. Aunque débilmente fluorescente en agua (emisión verde, 520 nm), reacciona reversiblemente con las proteínas para producir un producto con una fuerte emisión naranja-roja (610 nm). Este colorante se puede utilizar como tinción sensible de proteína total para electroforesis 1D y 2D, determinación cuantitativa de la concentración de proteína, lo que lo convierte en un poderoso control de carga para Western blot.

## Variante sintética
Además de la variante natural del hongo, existen varios análogos sintéticos. Con respecto a las propiedades de tinción de proteínas, existen pocas diferencias entre los análogos naturales y sintéticos.